# WNP
WNP is een historisch Pools merk dat in 1938 en 1939 motorfietsen maakte. De productie werd waarschijnlijk afgebroken door het uitbreken van de Tweede Wereldoorlog.